# Quercus rugosa
Quercus rugosa é uma árvore de folhas largas na família Fagaceae. É nativa do sul da América do Norte.

## Distribuição
Encontra-se por todo o México, Guatemala e sudoeste dos Estados Unidos (Arizona, Novo México, oeste do Texas). Ela cresce extensivamente nas terras altas temperadas do centro do México, particularmente em encostas e desfiladeiros estreitos.